# Wienerfilharmonikernas nyårskonsert 1985

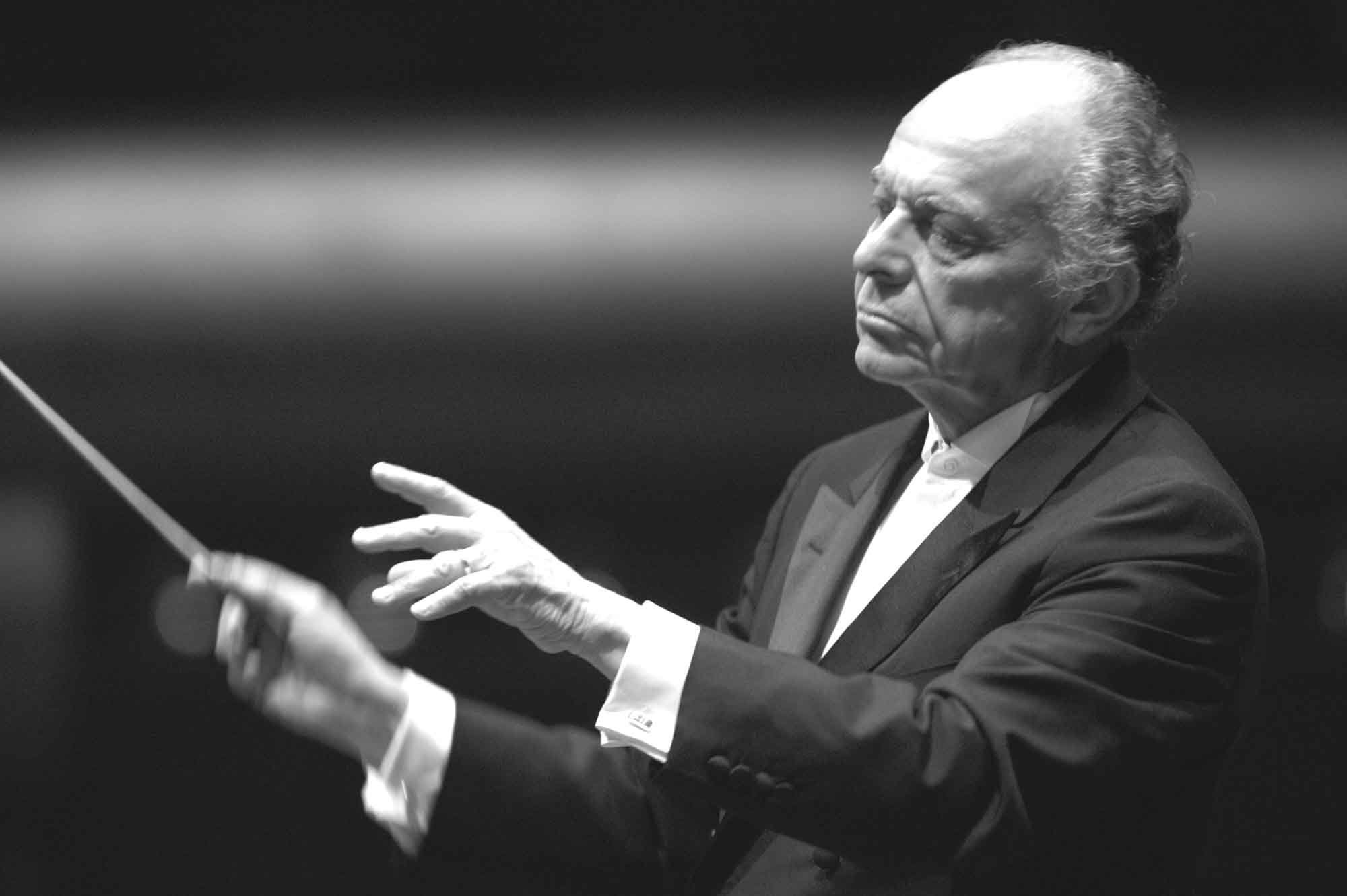
Lorin Maazel

Wienerfilharmonikernas nyårskonsert 1985 räknas som den 45:e Nyårskonserten från Wien och ägde rum den 1 januari 1985 i Wiens Musikverein. Det var den 27:e nyårskonserten vars 2:a del sändes på TV via Eurovision. Dirigent var för sjätte gången Lorin Maazel, som 1980 övertog uppgiften efter den legendariske Willi Boskovsky. Maazel skulle komma att dirigera alla nyårskonserter från 1982 till 1986.

## Historia
Strikt räknat var det Wienerfilharmonikernas 40:e nyårskonsert, eftersom det inte var förrän 1946 som Josef Krips introducerade denna titel, som behölls 1947 och därefter. Dessutom var det den 46:e Årsskifteskonserten, då det vid årsskiftet 1939/40 gavs en Außerordentliches Konzert (extraordinär konsert) av Wienerfilharmonikerna, som dock ägde rum på nyårsafton 1939. 
Enskilda musikstycken ackompanjerades av balettinspelningar. Medlemmar ur baletten i Wiener Staatsoper dansade i koreografi av Gerlinde Dill.

## Program

### 1:a delen
1. Johann Strauss den yngre: Ouvertyr till operetten Zigenarbaronen
2. Josef Strauss: Die Schwätzerin, Polka mazur, op. 144
3. Eduard Strauß: Bahn frei!, Polka schnell, op. 45
4. Josef Strauss: Mein Lebenslauf ist Lieb’ und Lust, Vals, op. 263
5. Josef Strauss: Im Fluge, Polka schnell, op. 230

### 2:a delen
1. Hector Berlioz: Le Carnaval romain. Ouverture caractéristique, op. 9*
2. Eduard Strauß: Fesche Geister, Vals, op. 75
3. Johann Strauss den yngre: Neue Pizzicato-Polka, op. 449
4. Johann Strauss den äldre: Gitana-Galopp, op. 108 (Instrumentation: Max Schönherr)*
5. Josef Strauss: Jokey-Polka, Polka schnell, op. 278
6. Josef Strauss: Transactionen, Vals, op. 184
7. Johann Strauss den yngre: Lob der Frauen, Polka mazur, op. 315
8. Johann Strauss den yngre: Tik-Tak-Polka, Polka schnell, op. 365
9. Johann Strauss den yngre: Kaiser Franz Joseph-Marsch, op. 67 (Instrumentation: Max Schönherr)*

### Extranummer
1. Johann Strauss den yngre: Banditen-Galopp, op. 378
2. Johann Strauss den yngre: An der schönen blauen Donau, Vals, op. 314
3. Johann Strauss den äldre: Radetzkymarsch, op. 228

Verkförteckningen och verkens ordning finns på Wienerfilharmonikernas webbplats.
De verk markerade med * stod för första gången på programmet till en nyårskonsert.

## Medverkande
- Lorin Maazel, Dirigent
- Wienerfilharmonikerna

## Weblänkar
- Programmet till nyårskonserten 1985 på wienerphilharmoniker.at